# Darren McGavin
Darren McGavin est un acteur, producteur, réalisateur et scénariste américain, né le 7 mai 1922 à Spokane, dans l'État de Washington, et mort le 25 février 2006 à Los Angeles (États-Unis) d'une maladie cardiovasculaire.

## Filmographie

### Au cinéma

#### Comme acteur
- 1945 : La Chanson du souvenir (A Song to Remember) de Charles Vidor : Student
- 1945 : Counter-Attack (en) de Zoltan Korda : Paratrooper
- 1945 : L'Apprentie amoureuse (Kiss and Tell) de Richard Wallace : Tech Sergeant
- 1945 : She Wouldn't Say Yes de Alexander Hall : The Kid
- 1946 : Frayeur (Fear) de Alfred Zeisler : Student
- 1951 : Queen for a Day (en) de Arthur Lubin : Dan, Gossamer World segment
- 1955 : Vacances à Venise (Summertime) de David Lean : Eddie Yaeger
- 1955 : L'Homme au bras d'or (The Man with the Golden Arm) de Otto Preminger : Louie
- 1955 : Condamné au silence (The Court-Martial of Billy Mitchell) de Otto Preminger : Capt. Russ Peters
- 1957 : Le Délinquant involontaire (The Delicate Delinquent) de Don McGuire : Mike Damon
- 1957 : L'Ingrate cité (en) (Beau James) de Melville Shavelson : Charley Hand
- 1958 : The Case Against Brooklyn (en) de Paul Wendkos : Pete Harris
- 1959 : Riverboat (en) (série télévisée) : Captain Holden (1959-1961)
- 1964 : La Patrouille de la violence de R.G. Springsteen : Sam Ward
- 1965 : The Great Sioux Massacre de Sidney Salkow : Captain Benteen
- 1966 : African Gold de David Millin : Mike Gregory
- 1968 : Mission Mars de Nick Webster: Col. Mike Blaiswick
- 1969 : Anatomy of a Crime
- 1970 : Le Soldat qui déclara la paix de Joseph Sargent
- 1971 : Mrs. Pollifax-Spy de Leslie H. Martinson : Farrell
- 1973 : Happy Mother's Day, Love George
- 1974 : 43: The Richard Petty Story : Lee Petty
- 1975 : Hay que matar a B. : Pal Kovak
- 1976 : The Demon and the Mummy : Carl Kolchak
- 1976 : La Folle Escapade (No Deposit, No Return) de Norman Tokar : Duke
- 1977 : Les Naufragés du 747 (Airport '77) de Jerry Jameson : Stan Buchek
- 1978 : Tête brûlée et pied tendre (Hot Lead and Cold Feet) de Robert Butler : Mayor Ragsdale
- 1978 : Zero to Sixty (en) de Don Weis : Michael Nolan
- 1980 : Space Connection (en) (Hangar 18) de James L. Conway : Harry Forbes
- 1981 : Firebird 2015 AD : Red
- 1983 : A Christmas Story de Bob Clark : Mr. Parker
- 1984 : Le Meilleur (The Natural) de Barry Levinson : Gus Sands
- 1984 : The Return of Marcus Welby, M.D. (TV) : Dr. David Jennings
- 1985 : Turk 182! de Bob Clark : dét. Kowalski
- 1986 : Flag
- 1986 : Le Contrat (Raw Deal) de John Irving : Chief Harry Shannon
- 1987 : From the Hip de Bob Clark : Craig Duncan
- 1988 : Flic ou zombie (Dead Heat) de Mark Goldblatt : Doctor Ernest McNab
- 1990 : In the Name of Blood : Fergus
- 1991 : Captain America : Gen. Fleming
- 1991 : Blood and Concrete : Hank Dick
- 1992 : Happy Hell Night : Henry Collins
- 1995 : Billy Madison de Tamra Davis : Brian Madison
- 1996 : Still Waters Burn de Halfdan Hussey : Paddy
- 1996 : Small Time (en) de Jeffrey Reiner : Sam
- 1999 : Pros and Cons (en) de Boris Damast : Mr. Stanford

#### Comme réalisateur
- 1973 : Happy Mother's Day, Love George
- 1976 : American Reunion

#### Comme producteur
- 1973 : Happy Mother's Day, Love George

#### Comme scénariste
- 1976 : American Reunion

### À la télévision

#### Comme acteur
- 1951 : Crime Photographer (série télévisée) : Casey (June 1951-1952)
- 1958-1959 : Mike Hammer (série télévisée) : Mike Hammer
- 1967 : The Legend of Jud Starr (TV) : Jud Starr
- 1967 : La Course à la vérité (The Outsider) : David Ross
- 1967 : Le Virginien saison 6 épisode 2(The Deadly Past (La Liste)) : Le tueur à gage
- 1967 : Mission Impossible : Richard Taggart, riche industriel amateur d'art, épisode Le Sceau, saison 2.
- 1968 : The Outsider (série télévisée) : David Ross
- 1970 : The Forty-Eight Hour Mile
- 1970 : The Challenge (en) : Jacob Gallery
- 1970 : The Challengers : Jim McCabe
- 1970 : Berlin Affair : Paul Killian
- 1970 : Tribes (en) : Gunnery Sgt. Thomas Drake
- 1971 : Banyon (en) : Lieutenant Pete Cordova
- 1971 : The Death of Me Yet : Joe Chalk
- 1972 : La Nuit du Vampire (The Night Stalker) : Carl Kolchak
- 1972 : La Chose (Something Evil), de Steven Spielberg : Paul Worden
- 1972 : The Rookies : sergent Eddie Ryker
- 1972 : Here Comes the Judge : Juge
- 1972 : Say Goodbye, Maggie Cole : Dr Lou Grazzo
- 1973 : La Nuit de l'Alchimiste (The Night Strangler) : Carl Kolchak
- 1973 : L'Homme qui valait trois milliards (The Six Million Dollar Man) : Oliver Spencer
- 1974 : Dossiers brûlants (série télévisée) : Carl Kolchak
- 1976 : Crackle of Death (en) : Carl Kolchak
- 1976 : Opération Brinks (Brinks: The Great Robbery) : James McNally
- 1976 : Law and Order : Deputy Chief Brian O'Malley
- 1978 : Ike, l'épopée d'un héros (Ike: The War Years)
- 1978 : The Users : Henry Waller
- 1979 : A Bond of Iron : William Weaver
- 1979 : Donovan's Kid : Timothy Donovan
- 1979 : Ike (mini-série) : Gen. George S. Patton
- 1979 : Not Until Today : Chief Jason Swan
- 1979 : Love for Rent : Coach John Martin
- 1980 : Meurtres sous le soleil (Waikiki) : Captain
- 1980 : The Martian Chronicles (feuilleton télévisé) : Sam Parkhill
- 1982 : Freedom to Speak (feuilleton télévisé)
- 1983 : Small & Frye (série télévisée) : Nick Small
- 1984 : The Baron and the Kid : Jack Beamer
- 1985 : Mes 400 coups: la légende d'Errol Flynn (My Wicked, Wicked Ways... The Legend of Errol Flynn) : Dr Gerrit Koets
- 1987 : Tales from the Hollywood Hills: Natica Jackson : A.D. Nathan
- 1987 : Tales from the Hollywood Hills: A Table at Ciro's : A.D. Nathan
- 1988 : Tu récolteras la tempête (en) (Inherit the Wind) : E.K. Hornbeck
- 1988 : The Diamond Trap : Chief Walter Vadney
- 1989 : Le Tour du monde en 80 jours (Around the World in 80 Days) (feuilleton télévisé) : Benjamin Mudge
- 1990 : Kojak: It's Always Something
- 1990 : Child in the Night (en) : Os Winfield
- 1990 : By Dawn's Early Light (en) : Condor - Secretary of Interior
- 1991 : The General Motors Playwrights Theater (série télévisée)
- 1991 : Perfect Harmony (en) : Mr. Hobbs
- 1992 : Miracles & Other Wonders (série télévisée) : Host
- 1992 : Mastergate : Folsom Bunting
- 1993 : The American Clock : Older Arthur Huntington
- 1994 : A Perfect Stranger : John Henry Phillips
- 1995 : Fudge-A-Mania : Buster
- 1995 : Derby : Lester Corbett
- 1998-1999 : X-Files (série télévisée, épisodes Compagnons de route et Agua mala) : Arthur Dales

#### Comme réalisateur
- 1974 : Dossiers brûlants (Kolchak: The Night Stalker) (série télévisée)

## Voix françaises
- René Arrieu (*1924 - 1982) dans : Les aventures du capitaine Wyath
- André Valmy (*1919 - 2015) dans : L'homme du cobra d'or, Ike (Tv, mini Série)
- Jean-Claude Michel (*1925 - 1999) dans : Vacances à Venise
- Raymond Loyer (*1916 - 2004) dans : Le Délinquant involontaire
- Henry Djanik (*1926 - 2008) dans : Une patrouille de la violence
- Marcel Bozzuffi (*1928 - 1988) dans : Mission Impossible
- Jacques Thebault (*1924 - 2015) dans : Le Massacre des Sioux
- Marc de Georgi (*1931 - 2003) dans : Dossier brûlant (série télévisée) et L'homme à l'orchidée (série télévisée)
- Christian Marin (*1929 - 2012) dans: La Folle escapade
- William Sabatier (1923 - 2019) dans : Les naufragés du 747 et Kojack (série télévisée)
- Michel Barbey dans : L'Île fantastique (série télévisée)
- Francis Lax (*1930 - 2013) dans : Chronique martienne
- Albert Augier (1924 - 2007) dans : La croisière s'amuse (série télévisée)
- Georges Aminel (1922 - 2007) dans : L'Histoire de Noël
- Jean Violette (*1921 - 1995) dans : Le Meilleur
- Jacques Deschamps (1931 - 2001) dans : Cimmaron Trip (série télévisée) et Le Contrat
- Dominique Paturel (*1931 - 2022) dans : Space Connection, Magnum (série télévisée), Derby (téléfilm) et L'Homme à la Rolls (série télévisée)
- Jean-Claude Sachot (*1943 - 2017) dans : X Files au frontière du réel (série télévisée)